# Трон: Восстание
«Трон: Восстание» (англ. Tron: Uprising) — научно-фантастический мультсериал 2012 года, действия которого происходят во вселенной Трона. В мультсериал входит 19 серий, выход которых начался 7 июня 2012 года на телеканале Disney XD (англ.).

## Сюжет
Главный герой сериала — молодая компьютерная программа Бек (озвучивает Элайджа Вуд) возглавляет восстание против Клу, захватившего власть в системе и его подручного генерала Теслера. Бека тренирует Трон — величайший герой системы всех времён. Возмужавший под наставничеством Трона, Бек становится новым защитником системы и главным врагом Теслера и его войск.

## Персонажи

### Главные герои
- Бек (англ. Beck) — главный герой мультсериала. Это молодая программа, восставшая против Клу. Его тренирует Трон, он противостоит злым силам Теслера и Клу. Бека называют «Троном» и «Отступником».
- Цирус  (англ. Cyrus) — первый отступник. Трон и Эйбл заключили его в тюрьму после попытки освободить систему, уничтожив её . Но даже после заключения он не оставил попыток это сделать. В тюрьме научился управлять гравитацией. (Появляется в 13-й серии).
- Трон (англ. Tron) — защитник Системы. Считается, что его убил Клу. Но Трон выжил, хотя постоянно страдает от травм. Не имея возможности защищать Систему, Трон искал нового защитника и нашёл Бека, которого стал тренировать.
- Клу (Обычно сокращается до КЛУ — Копирующая Личностная Утилита) (англ. Clu) — программа, созданная Кевином Флинном в 1983 году для управления Системой во время отсутствия самого Флинна.
- Кевин Флинн (англ. Kevin Flynn, 1949—2010) (англ. Kevin Flynn) — одаренный программист, который в 1982 создал серию самых продаваемых видео-игр для компании ENCOM, а именно: «Space Paranoids», «Matrix Blaster», «Vice Squad» и «Lightcycles». Другой программист Эдвард Диллинджер украл их код, оставив Флинна ни с чем, после чего он был уволен из ENCOM, а Диллинджер занял кресло вице-президента компании. Позже с помощью его друзей: Алана и Лоры — Флинн доказал то, что это он создал эти игры и уже в должности Генерального Директора компании придумал «Трон» — аркадную игру, основанную на его приключениях в Компьютерном мире вместе с программой Трон. Эта игра стала супер-популярной, и благодаря ей ENCOM стала крупнейшей компанией по созданию компьютерных игр.
- Система (англ. System) — новая цифровая система, созданная Кевином Флинном.
- Генерал Теслер (англ. General Tesler) — главный враг в мультсериале. Ставленник Клу и заклятый враг Бека.
- Пейдж (англ. Paige) — молодая программа, которая служит Теслеру. Она ожесточена и предана Теслеру, но не настолько враждебна. Очень хочет поймать нового «Трона».
- Павел (англ. Paul) — второй заместитель Теслера. Павел проявляет садистские наклонности, любит мучить других. Жаждет власти. Постоянно придирается к Пейдж, потому что сам хочет быть на её месте.
- Эйбл (англ. Able) — хозяин гаража Эйбла (лучшая ремонтная мастерская в Аргоне, где и работает Бек).
- Мара (англ. Mara) — подруга Бека, работает вместе с ним в гараже Эйбла. Восхищается Отступником.
- Зед (англ. Zed) — друг Бека, работает вместе с ним в гараже Эйбла. Поначалу не одобряет действия нового Трона, но затем все же переходит на его сторону.

## Список серий
| Номер серии | Номер в сезоне | Название                           | Режиссёр     | Авторы сценария                                | Дата первого показа в США    |
| --- | -------------- | ---------------------------------- | ------------ | ---------------------------------------------- | ---------------------------- |
| 1 | 1              | «Бек: Начало»                      | Чарли Бин    | Эдвард Китсис и Адам Хоровиц                   | 18 мая 2012 (Disney Channel) |
| После того, как друга Бека обнулили стражники Теслера, тот решает отомстить, разрушив статую Клу на площади Аргона. После бегства его перехватывает один из военных, и после оказывается, что это выживший Трон. Он предлагает Беку принять его имя и стать новым защитником Системы. |                |                                    |              |                                                |                              |
| 2 | 2              | «Отступник, часть 1»               | Чарли Бин    | Эдвард Китсис и Адам Хоровиц                   | 7 июня 2012                  |
| 3 | 3              | «Отступник, часть 2»               | Чарли Бин    | Эдвард Китсис и Адам Хоровиц                   | 14 июня 2012                 |
| 4 | 4              | «Затемнение»                       | Чарли Бин    | Эдвард Китсис и Адам Хоровиц                   | 21 июня 2012                 |
| 5 | 5              | «Личность»                         | Чарли Бин    | Билл Волков                                    | 28 июня 2012                 |
| 6 | 6              | «ИЗОляция»                         | Чарли Бин    | Андре Борманис                                 | 5 июля 2012                  |
| 7 | 7              | «Цена силы»                        | Чарли Бин    | Адам Нуссдорф                                  | 12 июля 2012                 |
| 8 | 8              | «Награда»                          | Чарли Бин    | Скотт Нимефро и Андре Борманис                 | 19 октября 2012              |
| 9 | 9              | «Шрамы, часть 1»                   | Чарли Бин    | Билл Волков                                    | 26 октября 2012              |
| 10 | 10             | «Шрамы, часть 2»                   | Чарли Бин    | Билл Волков                                    | 2 ноября 2012                |
| 11 | 11             | «Под домашним арестом»             | Чарли Бин    | Адам Нуссдорф                                  | 3 декабря 2012               |
| 12 | 12             | «Мы оба знаем, чем это закончится» | Чарли Бин    | Адам Нуссдорф и Акела Купер                    | 10 декабря 2012              |
| 13 | 13             | «Незнакомец»                       | Чарли Бин    | Адам Нуссдорф, Скотт Нимерфо и Райан Моттешерд | 17 декабря 2012              |
| 14 | 14             | «Помеченные»                       | Чарли Бин    | Чарли Бин                                      | 24 декабря 2012              |
| 15 | 15             | «Состояние разума»                 | Чарли Бин    | Марк Литтон, Билл Волков и Адам Нуссдорф       | 31 декабря 2012              |
| 16 | 16             | «Добро пожаловать домой»           | Роберт Валли | Скотт Нимерфо, Адам Принц и Донна Торланд      | 7 января 2013                |
| 17 | 17             | «Рандеву»                          | Чарли Бин    | Билл Волков                                    | 14 января 2013               |
| 18 | 18             | «Без границ»                       | Чарли Бин    | Стивен Лисбергер, Бонни МакБёрд                | 21 января 2013               |
| 19 | 19             | «Неизлечимый»                      | Чарли Бин    | Скотт Нимерфро, Адам Нуссдорф и Донна Торланд  | 28 января 2013               |

Во время очередной тренировки Бека Трону становится плохо и Бек видит, как у него появляются старые шрамы. После неудачной попытки вылечить его в исцеляющей камере, Трон говорит, что это из-за Цируса, заразившем его вирусом, блокирующего его способность регенерации. Вернувшись в Аргон Бек встречает Катлера. Он просит найти Трона и назначить ему встречу в доке. Под видом Трона Бек приходит на встречу и к своему ужасу видит, что Катлер переналажен. Бек уходит от погони, но его догоняет Катлер и говорит, что Трона можно спасти, переналадив его. Трон говорит, что перед переналадкой выполняется очистка кода и удаление всех вирусов. Трон и Бек отправляются в док, и Катлер начинает переналадку. У Трона извлекают код и удаляют вирус. Бек успевает вмешаться и вступает в бой Катлером. Осознав всё, что он натворил, Катлер жертвует собой и взрывает корабль. Приняв облик Трона, Бек побеждает двух чёрных стражей, и программы наконец поверив в него, поднимают восстание, а к Аргону приближаются Клу и его армия.